# Gottlob Carl Wilhelm Friedrich von Stein

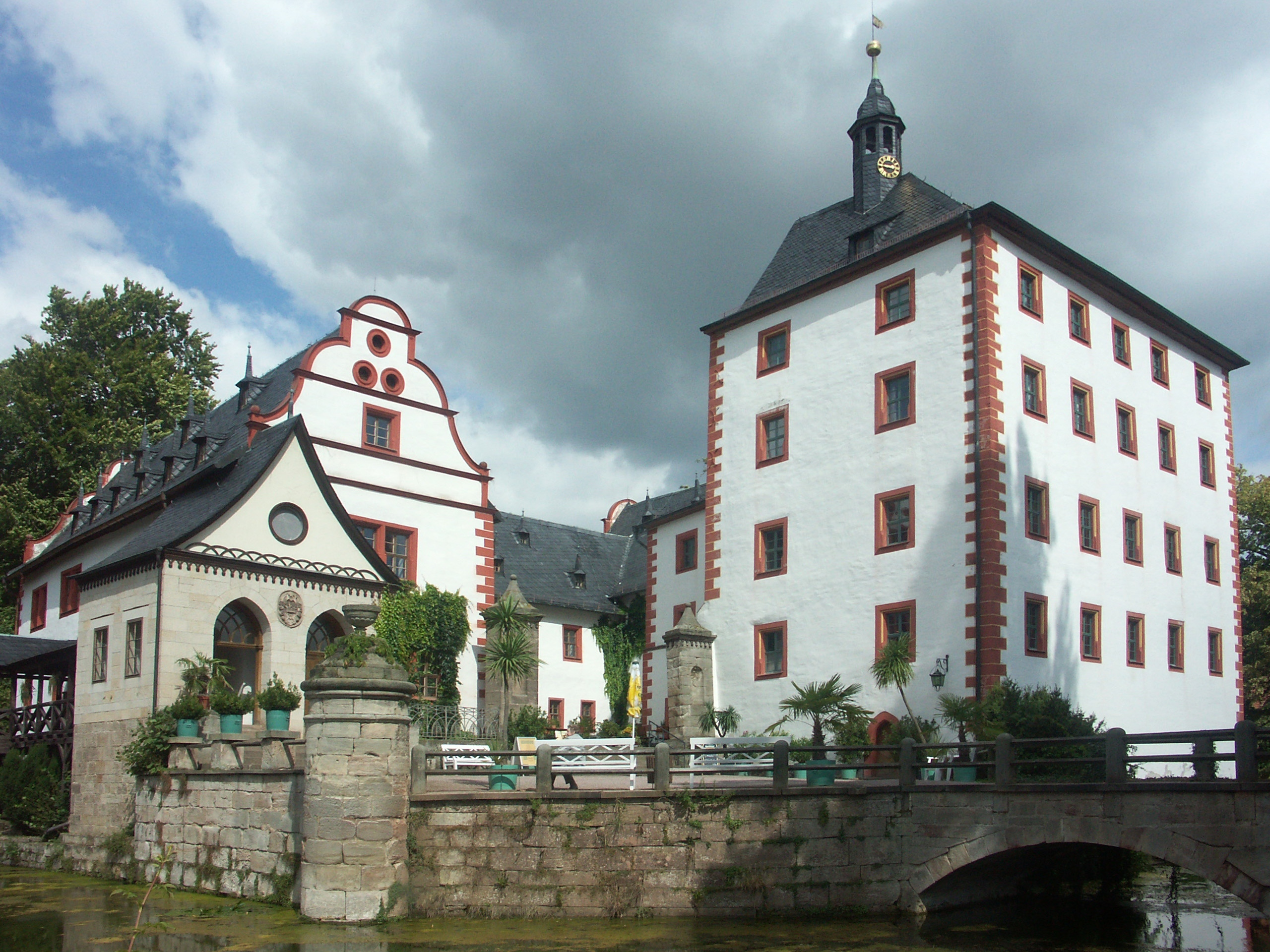
Schloss Kochberg

Gottlob Carl Wilhelm Friedrich Freiherr von Stein (geb. 8. März 1765 in Weimar; gest. 4. März 1837 in Großkochberg) war der älteste Sohn des Oberstallmeisters Gottlob Ernst Josias Friedrich Freiherr von Stein und Charlotte von Stein. Er ist Mitglied der Familie Stein zu Lausnitz. Er war von 1786 bis 1796 mecklenburgisch-schwerinischer Kammerjunker und späterer Kammerherr. 
Er hinterließ 1832 seine Erinnerungen für das Jahr 1775 und die Gesellschaft, die zu dieser Zeit im Haus der Frau von Stein verkehrte. Darunter war natürlich auch Goethe. Überhaupt berichtet er auch von privaten Einzelheiten im Hause Stein und den Einfluss Goethes auf seine Erziehung.
Im Mai 1798 heiratete er Amalie, geborene von Seebach. Nachfahren waren die Tochter Luise, verheiratet mit James Patrick von Parry auf Gut und Schloss Hirschhügel, der kinderlose Sohn und preußischer Rittmeister beim Generalstab Friedrich sowie der Erbe Karl. Freiherr Karl von Stein zu Kochberg hatte Luise Karoline von Stein zum Altenstein zur Gemahlin und mit ihr die Tochter Anna und die Söhne Felix, Erbe von Gut Groß Kochberg, und Karl.
Unter Gottlob Karl Wilhelm Friedrich Freiherr von Stein wurden zahlreiche bauliche Veränderungen auf Schloss Kochberg in klassizistischer Manier durchgeführt. Auch die Umgestaltung des Schlossparks trug im Wesentlichen seine Handschrift. Das am Eingang des Parks gelegene Gartenhaus wurde zur Orangerie und zum Liebhabertheater umgebaut und zu festlichen Anlässen von der Familie unter Einbeziehung des Personals und professioneller Musiker und Künstler bespielt. Zu den bekanntesten Freunden des Hauses gehörte der junge Komponist und Gitarrist Albert Methfessel aus Rudolstadt, der in und für Schloss Kochberg Lieder und Theatermusiken schrieb. Die Verschuldung des Gutes bekam von Stein trotz im Grunde sparsamer Haushaltsführung jedoch nicht in den Griff. Um seinen Bruder Fritz von Stein ausbezahlen zu können, musste er einen Teil des Gutes verkaufen. Die Plünderungen durch französische Truppen ab 1806 belasteten sein "Oeconomieschiff" ebenfalls erheblich. 